# Saut en longueur masculin aux Jeux olympiques de 1904
Pour un article plus général, voir Athlétisme aux Jeux olympiques de 1904.
Navigation
Paris 1900 Londres 1908
L'épreuve du saut en longueur masculin aux Jeux olympiques de 1904 s'est déroulée le 1er septembre 1904 au Francis Field à Saint-Louis aux États-Unis. Elle est remportée par l'Américain Meyer Prinstein.

## Résultats
| Rang               | Athlète              | Pays       | Marque  | Notes |
| ------------------ | -------------------- | ---------- | ------- | ----- |
| Médaille d'or      | Meyer Prinstein      | États-Unis | 7,34 m  | OR    |
| Médaille d'argent  | Daniel Frank         | États-Unis | 6,89 m  |       |
| Médaille de bronze | Robert Stangland     | États-Unis | 6,88 m  |       |
| 4                  | Frederick Engelhardt | États-Unis | 6,63 m  |       |
| 5                  | George Van Cleaf     | États-Unis | Inconnu |       |
| 6                  | John Hagerman        | États-Unis | Inconnu |       |
| 7–9                | Corrie Gardner       | Australie  | Inconnu |       |
| 7–9                | Béla Mező            | Hongrie    | Inconnu |       |
| 7–9                | John Oxley           | États-Unis | Inconnu |       |
| —                  | Ervin Barker         | États-Unis | DNS     |       |
| —                  | Edward French        | États-Unis | DNS     |       |
| —                  | William Hunter       | États-Unis | DNS     |       |
| —                  | Leslie McPherson     | Australie  | DNS     |       |
| —                  | Louis Mertz          | États-Unis | DNS     |       |
| —                  | Percival Molson      | Canada     | DNS     |       |
| —                  | Frederick Schule     | États-Unis | DNS     |       |
| —                  | Garrett Serviss      | États-Unis | DNS     |       |
| —                  | George Smith         | États-Unis | DNS     |       |
| —                  | Ollie Snedigar       | États-Unis | DNS     |       |
| —                  | William Thompson     | États-Unis | DNS     |       |